# Décès en 936
Décès
- 932
- 933
- 934
- 935
- 936
- 937
- 938
- 939
- 940

Henri Ier de Saxe, mort en 936.

Cette page dresse une liste de personnalités mortes au cours de l'année 936 :
- janvier : Jean XI, pape, en prison[1].
- 15 janvier : Raoul Ier, roi de Francie occidentale[2].
- 2 juillet : Henri Ier de Saxe, dit Henri Ier l'Oiseleur, duc de Saxe depuis 912 et roi de la Francie orientale (Germanie) de 919 à sa mort.
- 25 septembre : Gyeon Singeom, 2e roi de Hubaekje.
- 27 septembre : Gyeon Hwon, 1er roi de Hubaekje.

- Abou Hassan al-Achari, théologien musulman arabe et le fondateur de l'école théologique acharite au sein de la philosophie islamique et du Kalâm.
- Abu Bakr Ibn Mujahid, savant musulman, il étudie le Coran et les hadiths à Bagdad.
- Achot le Sparapet, roi d'Arménie.
- Boson d'Arles, dit aussi Boson VI de Provence, comte d'Avignon et Vaison, comte d'Arles et marquis de Toscane.
- Raoul de Bourgogne, duc de Bourgogne puis roi des Francs.
- Unni de Hambourg, archevêque de Hambourg.
- Théobald Ier de Spolète, marquis de Spolète et duc de Camerino.

## Crédit d'auteurs
- Cet article est partiellement ou en totalité issu de l'article intitulé « 936 » (voir la liste des auteurs).